# Sterpenich
Sterpenich (prononcé /stεʁ.pə.niʃ/, Sterpenech en luxembourgeois) est un village de la ville belge d’Arlon situé en Région wallonne dans la province de Luxembourg. En bordure immédiate de la frontière luxembourgeoise, il faisait partie - avant la réforme communale de 1977 - de la commune d’Autelbas.

## Géographie
Sterpenich se trouve à l’extrême sud-est de la Belgique, à 7 kilomètres d’Arlon, à la frontière luxembourgeoise qui le délimite à l’est et au sud. Coincé entre l’autoroute  (ou E 25, avec la dernière sortie avant la frontière) au sud et la  au nord, il était également gare-frontière sur la ligne de chemin de fer 162 Bruxelles-Luxembourg.
Le village est traversé d’ouest en est par le ruisseau d'Autelbas, un affluent de l’Eisch.

## Toponymie
Le nom de la localité est attesté sous les formes Sterpenych et Sterpenny en 1282.
Le nom de lieu représente la forme germanisée du type toponymique gallo-roman *STERPINIACU (autrement noté Sterpiniacum), basé sur un nom de personne bas latin *Sterpin(i)us, (non attesté), dérivé possible de la racine latine stirps « origine, souche, racine, rejeton » et du suffixe gallo-roman I-ACU (autrement noté -(i)acum) ou allongé -INIACU, d'origine celtique et qui sert à localiser ou à indiquer une propriété. Albert Carnoy évoque directement un dérivé de stirps, à savoir *sterpina (non attesté) au sens de « défrichement » qui a donné sterpine « défriché » en wallon et qui se prononce « stepène ». Albert Dauzat cite un bas latin *sterpinium (non attesté) au sens de « terrain plein de souches ». Il a pu se croiser avec le lexème d'origine germanique *stiep (> moyen néerlandais stiep « support, tuteur »), ce qui expliquerait la répartition de ce type toponymique au nord de la Romania. En effet, on note une homonymie avec les noms de communes du nord de la France du type Étrépagny (Haute-Normandie, Sterpiniacum 628), Éterpigny (Nord-Pas-de-Calais, Sterpeniae 1089 et Picardie, Stirpiniaco 661), Étrepigney (Franche-Comté); Étrépigny (Ardennes) qui remontent tous à Sterpiniacum,. Un unique Stirpiniacum / Stirpiniago est mentionné plus au sud dans une donation faite par Nizesius à l'abbaye de Moissac en 680, charte reconnue depuis comme un faux et dans laquelle ce Stirpiniacum / Stirpiniago n'est pas identifié.
Le choix de l'allemand Sterpenich tiendrait d'une décision administrative qui l'a préféré à la forme française Sterpenny, en réalité forme wallo-lorraine (sud-wallon). En effet, Sterpenych et Sterpenny sont tous deux mentionnés en 1282, il s'agirait alors d'une double évolution phonétique d'une forme de base gallo-romaine.

## Démographie
Sterpenich compte 569 habitants au 31 décembre 2012.

## Patrimoine
- L’église[9] a comme patronne sainte Aldegonde. Construite en 1900 sur les plans de l'architecte Jean-Hubert Cupper, elle remplace celle qui fut démolie.
- Deux chapelles de chemin : l'une en face du château, l'autre à l'angle des rues de Grass et du Duché.
- Deux calvaires sont classés au patrimoine de Wallonie. L'un est situé rue de la Gendarmerie et l'autre contre le mur du cimetière.
- Le « domaine » marial, rue du Domaine.

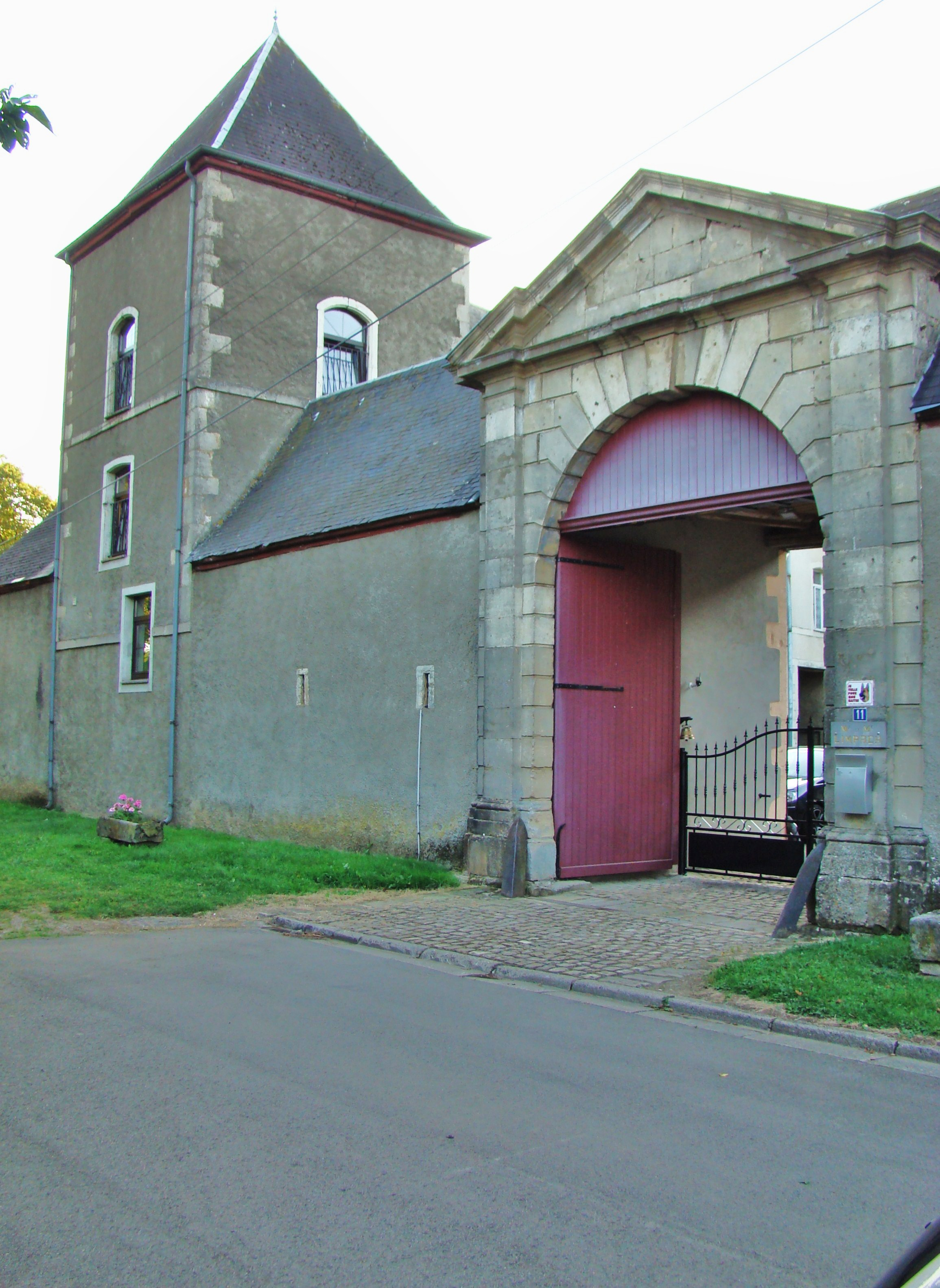
L’entrée du château-ferme de Sterpenich

- La présence d’un château, appartenant à l’ancienne famille des seigneurs de Sterpenich puis à celle d’Autel, est attestée dès le XIVe siècle. Le château actuel fut construit de 1680 à 1690 par Jean-Adam Pellot à l'est des anciennes fondations. Son beau-fils (Jean-Baptiste Henron) rachète la seigneurie en 1706 et transforme le château. Des agrandissements et aménagements supplémentaires furent faits au XIXe siècle lorsqu’il fut acquis par les comtes de Berlaymont. Situé à l’écart du village, le château ressemble à une grosse ferme, ses différentes parties étant rassemblées autour d’une cour centrale rectangulaire. Classé en 1956, il appartient au domaine privé et ne se visite pas.
- Le poste d'alerte 82 des Chasseurs ardennais, construit en 1935 et utilisé durant la Seconde Guerre mondiale, fut l’objet d’actions de sensibilisation de la part d’un groupe de passionnés d’histoire à la suite de l’obtention d’un permis de démolition par le propriétaire[10]. Il fut démoli en avril 2014[11].
- Le lavoir public, construit en 1902, situé sur la route de Barnich. Adrien de Berlaymont avait donné l'emplacement avec source, 250 francs et du bois pour la charpente[12].
- L'aérodrome se trouve au nord du village, juste de l'autre côté de la route nationale 4. Il sert uniquement à l'aviation de tourisme et aux vols en ULM.

## Transports
Sterpenich se situe juste au nord de l'autoroute  (ou E 25) reliant Luxembourg-Ville à Bruxelles et Liège. S'y trouve d'ailleurs l'ancien poste frontière (ou douane) sur la frontière belgo-luxembourgeoise.
La ligne de chemin de fer 162 y avait autrefois une gare frontière qui reçut un imposant bâtiment de 15 travées en 1874. Cette gare était composée de trois pavillons à deux étages de trois travées servant de logements de fonction pour le chef de gare et le receveur des douanes qui étaient reliées entre eux par des ailes basses de trois travées. La fin des transports douaniers et le faible nombre de voyageurs provoquèrent la fermeture (le 3 juin 1984) et la démolition de cette gare. Les trains traversent désormais Sterpenich sans s’y arrêter.
À la suite d'un toutes-boîtes faisant office de consultation populaire surprise distribué par Infrabel dans les villages de Sterpenich et Autelbas-Barnich, annonçant sa volonté de fermer le passage à niveau aux véhicules pour plus de sécurité, la fin de l'année 2021 a été chahutée par le fort mécontentement d'une partie de la population vis-à-vis des deux solutions de délestage proposées, et une pétition éclair a été produite : en effet, l'énorme trafic routier dû au charroi frontalier serait alors reporté sur le village d'Autelbas-Barnich, provoquant entre autres des problèmes de sécurité pour les écoliers. La Ville d'Arlon finit par s'opposer à cette fermeture sans solution acceptable. Infrabel affirme vouloir trouver un consensus.

## Économie
Au sud du village, juste de l'autre côté de l'autoroute, se développe une zone commerciale qui a débuté par l'ouverture d'un magasin Ikea en 2005. Un zoning adjacent situé de l'autre côté de la frontière est sorti de terre en 2017 à Grass.

## Personnalités
- Victor de Tornaco (1805–1875), Premier ministre luxembourgeois de 1860 à 1867, est né au château ;
- Camille de Tornaco (1807-1880), politicien belge et 5e président du sénat belge, est né au château ;
- Henri Gaderius (mort en 1636), alias Henri Sterpenich, curé et humaniste, créateur de la fondation Gaderius de bourses d'études au collège des Jésuites à Luxembourg, d'une école primaire et d'un autel, donateur pour promouvoir l'enseignement, opposant à la chasse aux sorcières. Une rue du village porte son nom et sa maison natale a été découverte.

## Vie associative
Le village voit passer, au fil de l’année, des activités proposées par diverses ASBL. Il s’agit entre autres de :
- la Royale Philharmonie l’Union Sterpenich-Barnich[16], société de musique née de l’absorption en 1982, par la Philharmonie l’Union de Sterpenich créée en 1901, de l’Aurore d’Autelbas-Barnich créée en 1904, cette dernière ne disposant plus de salle de répétition et d’un nombre suffisant de musiciens pour continuer à fonctionner seule ; les répétitions et prestations se déroulaient d’ailleurs déjà en commun avec la société de Sterpenich à Sterpenich dans sa salle des fêtes L'Union depuis plusieurs années.
- Sterpe'Move, comité pour l'animation du village.
- Stierwen ech, cercle de la mémoire, d'étude sur l'histoire du village.